# قابس (مدينة)
قَابُس، هي مدينة تونسية ومركز ولاية قابس، يقطنها حوالي 130.984 نسمة (تعداد سنة 2014). تقع المدينة على الخليج الذي يحمل نفس الاسم والذي يعد من أهم المحميات الطبيعية بالبلاد التونسية. تبعد حوالي 405 كلم على العاصمة التونسية تونس.

## تاريخ

### الأهمية التاريخية
أرجع كثير من الباحثين أهميَّة قابس التاريخية إلى موقعها الجغرافي الاستراتيجي، إذ أنَّها تقع على البحر، وتطل على خليج سيرتا الصغير، وقد سمَّى المؤرِّخ اليوناني هيرودوتس الملقب بأبي التاريخ الخليج ببحيرة تريتونس. وتحيط بقابس الواحة في أغلب جهاتها، ومن عوامل أهمية موقعه الجغرافي الاستراتيجي هو كونها واقعة على الطريق التجارية التي تربط المشرق بالمغرب والمحطات التجارية الإفريقية، بالإضافة إلى كونها الباب الذي دخل منه الفاتحون العرب لإفريقيا.

### تأسيس قابس
من المشهور أنَّ قابس قد أسسها الفينيقيون، غير أنَّ بعض الباحثين يحتملون أنَّ البربر هم الذين سبقوا الفينقيين بتأسيس تكاب القديمة، ومن هؤلاء محمد المرزوقي في كتابه قابس جنة الدنيا إذ نقل عن دائرة المعارف الإسلامية ما نصه: «إن الفينيقيين هم الذين أسَّسوا (تكاب) القديمة. قد يكون هذا صحيحاً، ويحتمل أن يكون بناؤها سابقاً للفينيقيين، وأنَّ المؤسسين الأصليين هم البربر الذين عرفتهم قبل الفينيقيين، ولعلَّ في ابتداء اسمها بالتاء المفتوحة ما يرجح هذا الاحتمال؛ إذ المعروف أنَّ أسماء المدن البربرية تبدأ غالباً بالتاء مثل تطاوين.. تاوجت.. تامزرط.. تاهرت.. تافلات..».
وقد عرض بلقاسم بن محمد جراد في كتابه قابس عبر التاريخ بعضاً من المؤيدات التي تؤيد ما احتمله المرزوقي، ومنها: وجود مقابر على الشكل البربري والفينيقي والروماني والإسلامي بمقبرة سيدي بولبابة القديمة، وأثناء الحفريات لبناء المساكن، وكذلك عند توسيع الضريح من الخلف حيث بني المسجد الجديد، وكذلك عند حفر بناء المساكن؛وجدت بعض المقابر في صناديق من الحجارة وفي دنانات خوابي فخارية مما يثبت الأطوار التاريخية التي مرَّت بها قابس منذ تاريخها القديم.
ثم ورثتها عنهم الإمبراطورية القرطاجية. خلال القرن الثاني قبل الميلاد وبعد انتصار روما على قرطاج في الحرب البونيقية الثانية أصبحت المدينة مستعمرة تابعة لمقاطعة طرابلس الرومانية وعرفت باسم تاكابي حيث ذكرها أبوليوس في أعماله. عرفت قابس كذلك باسم تاكابيس أو تاكاباس كما عرف خليجها باسم مينوريس سيرتيس أو سيرتيس الصغرى.
و معروفة هي أسماء ثلاثة من قديسي تاكابي المسيحية وهم : ديولكيتيوس الذي أوفد إلى مجمع قرطاجة كممثل عن أساقفة إقليم طرابلس عام 403 م كما حضر مؤتمر قرطاجة عام 411 م، ونجد كذلك الأسقف سيرفيليوس الذي طرده الملك الوندالي هينريك في عام 484 م، وأما القديس الثالث فهو كايوس أو غالوس الذي أوفد كممثل عن مقاطعته إلى مجمع قرطاجة عام 525 م.

## معركة قابس
أعدت الكاهنة جيشا كبيرا وخرجت مدافعة عن ملكها، والتقى الجيشان قرب منطقة قابس فكانت الغلبة للجيش البربري، وتراجع العرب إلى برقة بليبيا بعد أن أسر العديد منهم… وكان من بين الأسرى خالد بن يزيد الذي يذكر الرواة أن تاهية تبنته وجعلته من مقربيها وأطلعته على أسرارها، إلا أنه نقل هذه الأسرار إلى حسان ممهدا له الطريق لإعادة المحاولة. وكانت القائدة البربرية قد إتبعت خطة الأرض المحروقة التي تقوم على إتلاف الغراسات والمحاصيل وتخريب القرى والمدن، وذلك حتى لا يطمع المهاجمون فيها فتضمن رجوعهم إليها ثانية، إلا أن حسان بن النعمان لم ينخدع بهذا الصنيع، وعاود.
ونظرا لموقعها الإستراتيجي اكتست المدينة بعض الأهمية مع الفتوحات الإسلامية خلال القرن السابع للميلاد حتى أن العرب أطلقوا عليها اسم دمشق الصغرى ومع انتصاب الحماية الفرنسية على البلاد التونسية سنة 1881 أصبحت المدينة أهم موقع عسكري فرنسي بالإيالة التونسية. في سنة 1940 سقطت المدينة تحت السيطرة الألمانية ودمرت بصفة شبه تامة سنة 1943. أعيد بناءها سنة 1945 لتتضرر من جديد بفيضانات سنة 1962.

## التقسيم الإداري لولاية قابس
- عدد المعتمديات : 11 معتمديات وهي قابس، شنني النحال، غنوش, المطوية، وذرف, الحامة, مطماطة، مطماطة الجديدة، مارث ودخيلة توجان والزرات.
- عدد البلديات : 11
- عدد المجالس القروية :9

## الاقتصاد
قابس هي من أكبر المدن الصناعية التونسية. معظم الأنشطة الاقتصادية موجهة نحو الصناعات الكيميائية. تقدم المدينة واحدة من أفضل درجات الكيمياء في أفريقيا في جامعة قابس. الصناعات الرئيسية هي:
- الإسمنت
- المنتوجات الكيميائية
- مصانع القرميد
- مصفاة بترول

## التوأمة
- لينتز,  النمسا
- سانت بريوك,  فرنسا

## معرض صور

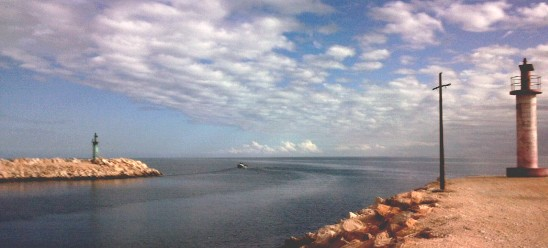
منارات عن مدخل ميناء قابس
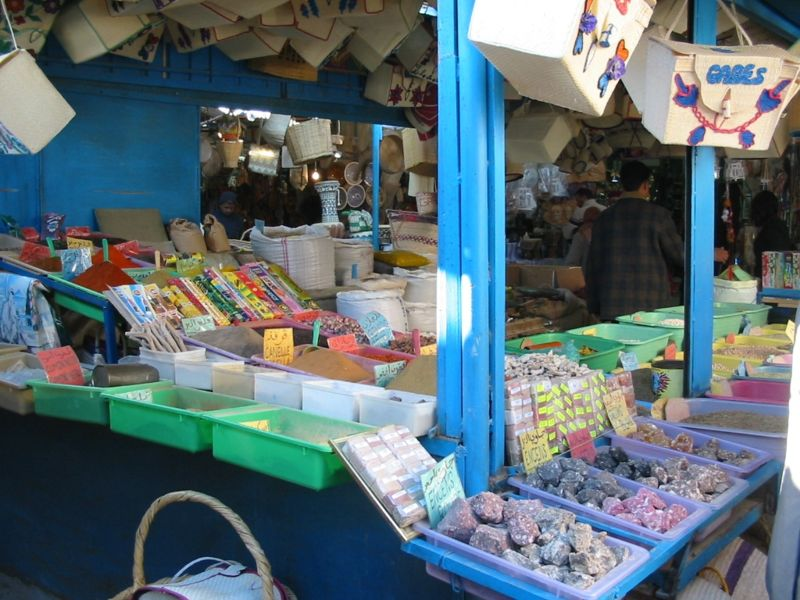
أحد متاجر مدينة قابس
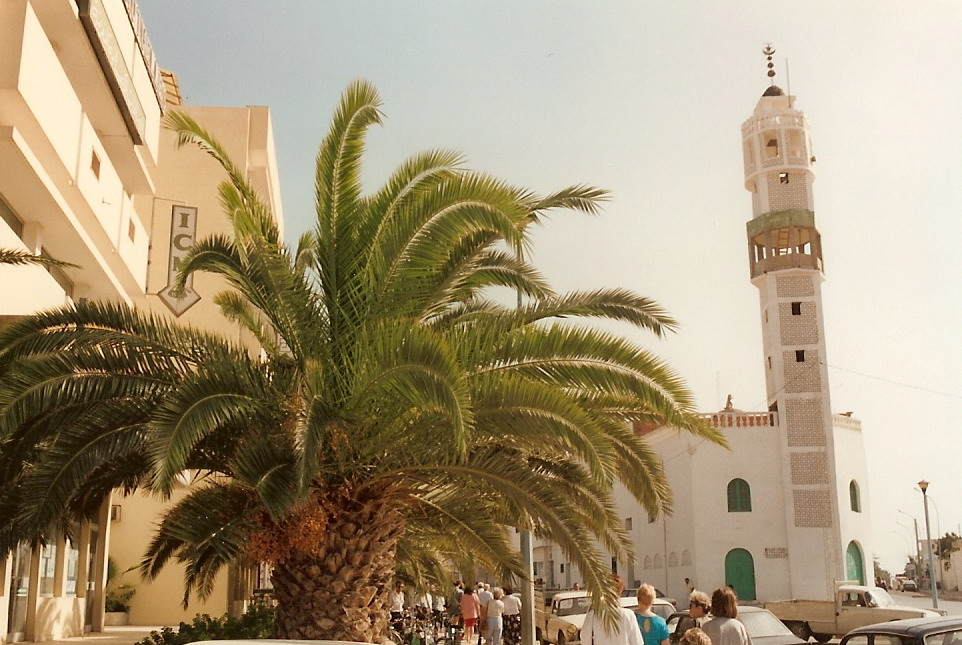
جامع السلام
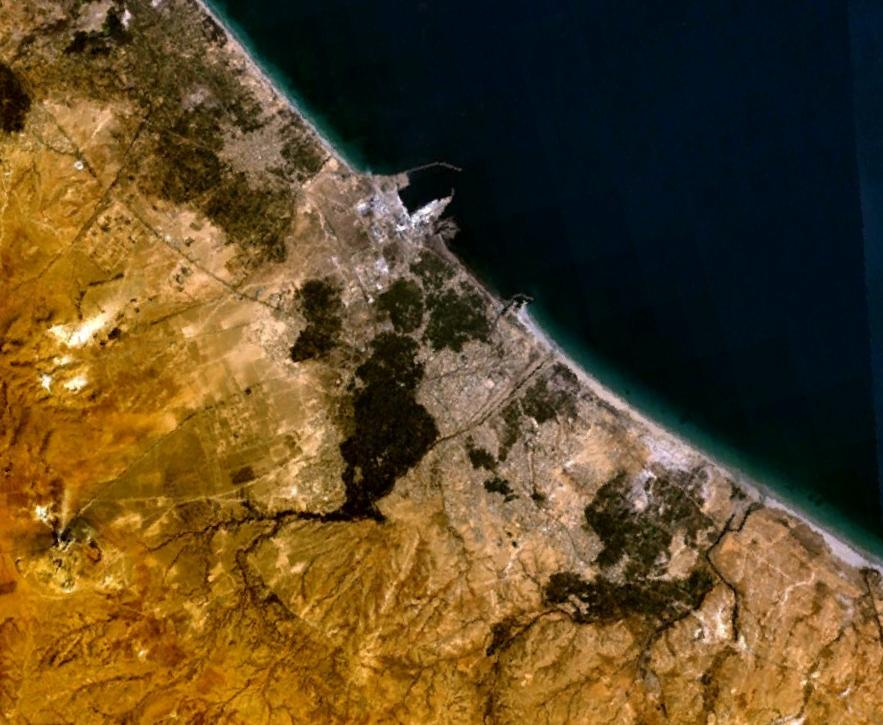
صورة القمر الصناعي لمدينة قابس